# Harry Trihey

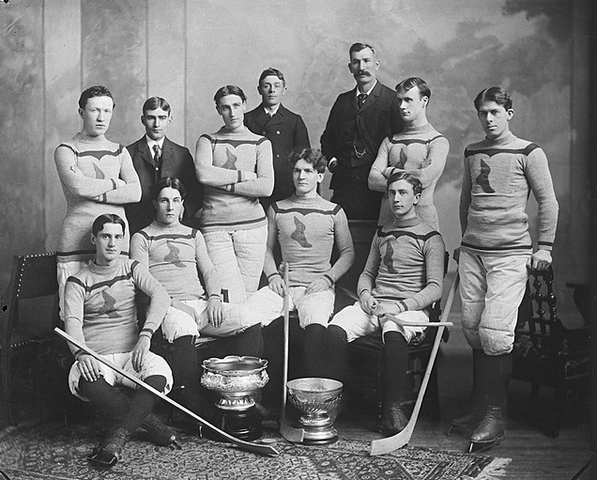
Montreal Shamrocks med Stanley Cup 1899. Trihey sitter i mitten ovanför Stanley Cup.

Henry Judah "Harry" Trihey, född 25 december 1877 i Berlin, Ontario, död 9 december 1942 i Montreal, var en kanadensisk ishockeyspelare på amatörnivå.

## Karriär
Harry Trihey spelade för Montreal Shamrocks i Amateur Hockey Association of Canada och Canadian Amateur Hockey League åren 1897–1901. Med Shamrocks vann han två Stanley Cup som lagkapten, 1899 och 1900. Trihey, som spelade som centerforward i en kedja med Arthur Farrell och Fred Scanlan, var en duktig målskytt och ledde CAHL två år i rad i gjorda mål 1899 och 1900.
Trihey valdes in som medlem i Hockey Hall of Fame 1950.

## Statistik
AHAC = Amateur Hockey Association of Canada, CAHL = Canadian Amateur Hockey League
| 1897               | Montreal Shamrocks | AHAC               | 1  | 0  | — | —  |
| 1898               | Montreal Shamrocks | AHAC               | 8  | 3  | — | —  |
| 1899               | Montreal Shamrocks | CAHL               | 7  | 19 | 1 | 3  |
| 1900               | Montreal Shamrocks | CAHL               | 7  | 17 | 5 | 12 |
| 1901               | Montreal Shamrocks | CAHL               | 7  | 7  | 2 | 1  |
| AHAC totalt        | AHAC totalt        | AHAC totalt        | 9  | 3  | — | —  |
| CAHL totalt        | CAHL totalt        | CAHL totalt        | 21 | 43 | – | –  |
| Stanley Cup totalt | Stanley Cup totalt | Stanley Cup totalt | –  | –  | 8 | 16 |